# Modèle colorimétrique
 (juillet 2014).
Si vous disposez d'ouvrages ou d'articles de référence ou si vous connaissez des sites web de qualité traitant du thème abordé ici, merci de compléter l'article en donnant les références utiles à sa vérifiabilité et en les liant à la section « Notes et références ».
Un modèle colorimétrique est un modèle mathématique destiné à représenter la couleur par des grandeurs auxquelles on peut associer des nombres[réf. souhaitée].

## Termes
Les termes descriptifs des modèles concernant les couleurs ne font pas l'objet d'un large accord et les auteurs emploient souvent indifféremment l'une ou l'autre de ces métaphores. Modèle et espace colorimétriques sont souvent confondus.
Espace colorimétriquePour certains, un espace colorimétrique est un modèle limité au gamut d'un système particulier de reproduction des couleurs[AP].
Espace chromatiqueUn espace chromatique ou espace de couleurs est une représentation des couleurs dans un espace, généralement à trois dimensions[CEI],[ICC].
Espace chromatique uniformeEspace de couleur dans lequel des distances égales représentent des écarts de couleur égaux, mesurés par rapport au seuil de perception de différence  de couleur[CEI].
Solide des couleursLa partie d'un espace de couleurs qui contient effectivement les couleurs ; particulièrement la partie d'un espace chromatique uniforme qui contient les couleurs de surface (par opposition aux couleurs de lumières) [CEI].
Système colorimétriqueUn système colorimétrique est un système trichromatique de repérage des couleurs basé sur les fonctions colorimétriques (Sève 2009, p. 69).
Il en va de même pour les caractéristiques des couleurs, même quand celles-ci font l'objet d'une définition. Luminosité et clarté (Sève 2009, p. 175-186), vivacité, saturation, pureté, ton et teinte peuvent désigner, selon les auteurs et les circonstances, des qualités similaires, mais différentes.
Il apparaît nécessaire de distinguer les modalités de vision de la couleur : couleur d'objet, couleur de surface, couleurs d'ouverture (ou couleur film), couleur-lumière. On précise donc couleur perçue en couleur-lumière (perçue), couleur (perçue) d'un objet non lumineux[CEI] (Sève 2009, p. 147). La plupart des modèles de couleurs concernent une seule de ces modalités. Certains tiennent compte de l'interaction des couleurs dans la perception, notamment de la loi du contraste simultané des couleurs, et on précise alors s'il s'agit d'une couleur (perçue) isolée ou d'une non isolée[CEI].

### Nuanciers, atlas et modèles
Le but de tous les systèmes descriptifs de couleurs est de faciliter la communication entre professionnels par une description impersonnelle de la couleur. Les noms de couleurs ne donnent pas une référence suffisamment précise. On peut estimer à environ 20 000 le nombre des couleurs identifiables, et à un demi million celui des couleurs juste discernables (Sève 2009, p. 229). Même en définissant parfaitement leur sens, il est impossible de désigner autant de tons par des noms et des adjectifs. On a donc recours aux nombres ; mais les nombres associés au grandeurs des systèmes colorimétriques ne donnent pas une idée de la couleur effective, et il faut relier, avec la nécessaire souplesse, les descriptions numériques et les descriptions verbales (Sève 2009, p. 223).
Il y a de nombreuses façons de relier des couleurs et des nombres. Par exemple, un fabricant de peinture pour artistes peut donner un numéro à chacune des compositions de pigments et de liants qu'il prépare, sans que ce numéro permette de déduire quoi que ce soit de sa nuance.
La constitution d'un modèle colorimétrique exige que ces nombres soient reliés d'une certaine manière d'une part à une couleur et d'autre part à une mesure. Celle-ci peut-être une mesure physique, ou psychophysique.
Un nuancier ou atlas des couleurs[CEI] comme celui de Pantone, qui permet de rapprocher la couleur d'une surface d'une nuance parmi 1 114 ne constitue pas un modèle colorimétrique, parce qu'on ne peut faire aucune opération sur les numéros de nuance, qui sont essentiellement des index.
Le Système colorimétrique de Munsell est un modèle colorimétrique. Il s'appuie sur des expériences psychophysiques destinées à évaluer l'écart des couleurs ; avec comme but d'obtenir une corrélation entre les nombres et la perception.
Les modèles colorimétriques élaborés par la Commission internationale de l'éclairage fondent l'identification des couleurs sur des mesures physiques et un modèle psychophysique de la vision permettant de leur faire correspondre un jeu de trois valeurs, tel que deux rayonnements lumineux qui correspondent à ces trois valeurs sont perçus, dans les conditions expérimentales définies pour chacun des modèles, exactement de la même façon, quelle que puissent être leurs différences physiques par ailleurs.
Un modèle colorimétrique peut tenir compte de l'adaptation de la vision et de la loi du contraste simultané des couleurs : c'est le cas du modèle Retinex (en) d'Edwin H. Land.
Le développement des ordinateurs personnels munis d'un écran en couleur donnent la possibilité à beaucoup de gens de manipuler les couleurs. Les interfaces pour les utilisateurs constituent des modèles relatifs à un gamut limité et variable d'un terminal à l'autre. Les écrans et projecteurs qui affichent les couleurs peuvent être réglés en brillance, en contraste et en gamma, et adaptés volontairement ou automatiquement à un type d'image (par exemple, le texte en noir sur fond blanc). Ces réglages changent la teinte rendue par un même code informatique, en luminosité, en saturation et en teinte. Les codes informatiques de couleur ne constituent un modèle colorimétrique que pour des écrans répondant exactement aux conditions des recommandations sRGB, ou pour lesquels on a établi des tables de correspondance entre codes et luminosités effectives. Les profils de terminaux, quand ils existent, décrivent les caractéristiques de chaque espace de couleurs, pour permettre aux logiciels d'effectuer les transpositions et les compromis nécessaires.

## L'univers RVB

### Le modèle RVB
Le modèle Rouge vert bleu est également appelé modèle naturel[réf. nécessaire] car il suit le fonctionnement de l'œil humain[réf. nécessaire]. Tous les systèmes de reproduction de la couleur par de la lumière (vidéoprojecteurs, écrans de télévision ou d'ordinateur) fonctionnent selon ce modèle.

### La transmission du signal vidéo
Lors du développement de la télévision couleur, on a cherché, plutôt que de créer des canaux entièrement nouveaux, à transmettre un signal qui soit compatible avec celui de la télévision en noir et blanc, de sorte que les téléviseurs existants puissent recevoir les canaux en couleurs, et que les nouveaux téléviseurs, en couleurs, puissent recevoir les canaux monochromes.
On s'est basé, pour cela, sur une notion déjà ancienne de la colorimétrie, selon laquelle la chromaticité est une grandeur différente de la luminosité, qu'on peut donc transmettre séparément. Cette information de chrominance doit contenir deux informations, indiquant l'une la longueur d'onde dominante de la couleur à transmettre, l'autre sa pureté ou saturation. James Clerk Maxwell a montré au XIXe siècle l'équivalence, pour la définition de la couleur, entre les informations de luminance-longueur d'onde dominante-saturation et de rouge-vert-bleu pourvu qu'on ait défini ce qu'est le blanc. On peut donc, à partir d'une analyse de l'image en rouge-vert-bleu, calculer une luminance, et une teinte et une saturation relatives aux couleurs primaires choisies pour le système.
Pour éviter d'utiliser des canaux séparés pour les informations de couleur, on a profité de la perception plus précise des contours définis par la luminance que de ceux définis par la couleur, à luminance égale. On transmet donc un signal de couleur (chrominance) moins détaillé que celui de luminance, mélangé à celui-ci. La phase du signal couleur indique la teinte, tandis que son amplitude indique la saturation. La fréquence de ce signal de chrominance est peu variable puisqu'on a limité le détail de l'information de couleur, et se place dans une région du spectre, dans le canal de transmission, où elle affectera le moins possible les téléviseurs en noir et blanc.
Ces principes sont communs à tous les systèmes de télévision couleur analogiques. On a raffiné le système en pivotant les axes de l'information de couleur pour qu'ils correspondent à la plus grande sensibilité de l'œil aux différences de couleur. C'est ainsi que sont nés les modèles YIQ (NTSC), YUV (PAL) et YDbDr (SÉCAM), ainsi que des dérivés pour la vidéo analogique (YPbPr) et numérique (YCbCr).

### Les modèles TSL
Dans les années '70, on était aux balbutiements des interfaces graphiques pour les couleurs d'écran informatique. Plusieurs modèles ont été inventés pour définir les couleurs d'une manière plus intuitive. Les modèles TSL et TSV sont parmi eux.

## L'univers des pigments
Le principe des pigments est d'absorber une partie du spectre de la lumière. Voilà pourquoi on parle de synthèse soustractive. Sans aucun pigment, la surface renvoie, idéalement, toutes les composantes de la lumière.

### Le modèle CMJN
Basé sur le modèle CMJ, un modèle théorique composé des couleurs complémentaires aux primaires RVB, le modèle CMJN est le standard de l'impression offset couleur.
Dans le contexte de l'informatique, les cotations CMJN reprennent les noms des encres d'impression et des toners d'imprimantes, avec un calcul simple et réversible qui permet de représenter toutes les couleurs du gamut écran, sans perte d'information, mais des valeurs qui n'ont qu'un rapport assez vague avec celles qu'on obtient par la séparation quadrichromique réellement effectuée pour l'impression en couleurs.

### Autres
Il existe d'autres modèles dans l'imprimerie destinés à combler les lacunes de la quadrichromie, comme l'Hexachromie de Pantone qui ajoute l'orange et le vert comme couleurs primaires, ou d'autres modèles à 6 encres qui ajoutent le bleu clair et le magenta clair.

## La Commission internationale de l'éclairage
La Commission internationale de l'éclairage a été créée au début du XXe siècle pour définir des conditions d'observation et de mesure de l'éclairage. Elle commence par effectuer de nombreuses expériences pour normaliser le modèle RVB sur lesquelles elle se base pour décrire, en 1931 le système XYZ et son petit frère xyY. Elle continue ses recherches et d'autres modèles sont introduits, comme UVW, U'V'W', L*a*b* et L*u*v*. Les développements plus récents ont vu apparaître des systèmes plus complexes que sont les modèles d'apparence couleur, parmi lesquels le CIECAM02 qui succède au CIECAM97s.